# Капустин, Владимир Алексеевич
Владимир Алексеевич Капустин — советский хозяйственный деятель, Герой Социалистического Труда.

## Биография
Родился в 1931 году в Репьёвском районе Центрально-Чернозёмной области. Член КПСС с 1957 года.
В 1947—1986 годах — разнорабочий, строитель-монтажник, бригадир комплексной бригады монтажного управления номер 2 домостроительного комбината № 1 Главмосстроя при Мосгорисполкоме.
Указом Президиума Верховного Совета СССР от 5 сентября 1984 года присвоено звание Героя Социалистического Труда с вручением ордена Ленина и золотой медали «Серп и Молот».
Делегат XXVII съезда КПСС.
Умер в 2006 году в Москве. Похоронен на Востряковском кладбище.

## Награды и звания
- Герой Социалистического Труда (05.09.1984)
- Орден Ленина (21.06.1963, 05.09.1984)